# هوایبی
|postal_code_type=
|postal_code=۲۳۵۰۰۰
|area_code=۵۶۱
|blank_name=تولید ناخالص داخلی (۲۰۰۸)
|blank_info=رنمینبی34.9 billion
|blank1_name=GDP per capita (2008)
|blank1_info=رنمینبی۱۷٬۰۲۹
|blank2_name=License Plate Prefix
|blank2_info=皖F
|blank3_name=
|blank3_info=
|blank4_name=
|blank4_info=
|blank5_name=
|blank5_info=
|blank6_name=
|blank6_info=
|website=
|footnotes=
}}
هوایبی (به لاتین: Huaibei) یک شهر مرکزی در جمهوری خلق چین است که در آن‌هوئی واقع شده است.

## خصوصیات
هوایبی ۲٬۷۴۰٫۹ کیلومترمربع مساحت و ۲٬۱۱۴٬۲۷۶ نفر جمعیت دارد.